# Gabriel de La Landelle

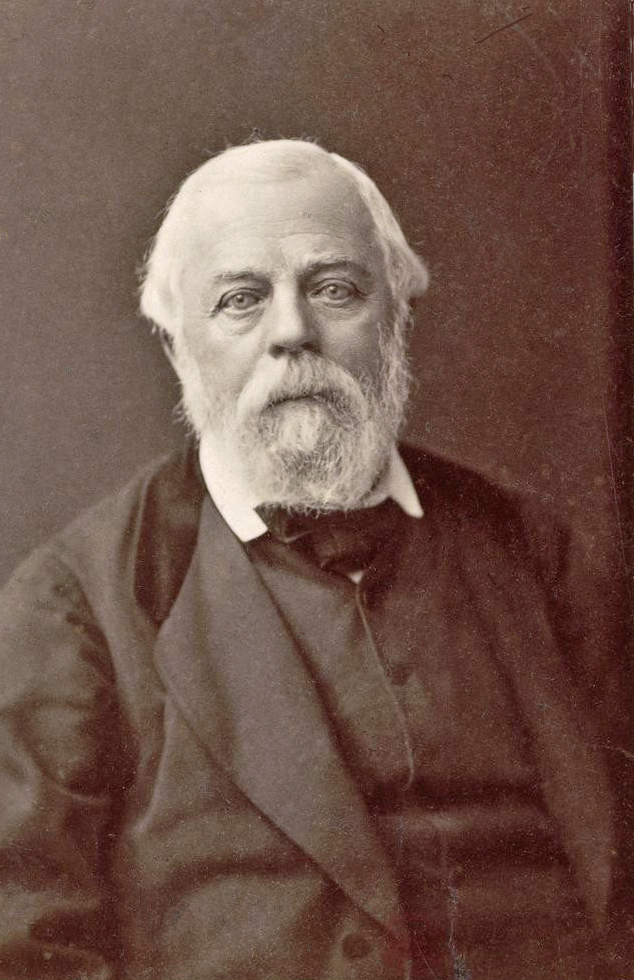
Gabriel de La Landelle (porträtiert von Nadar)

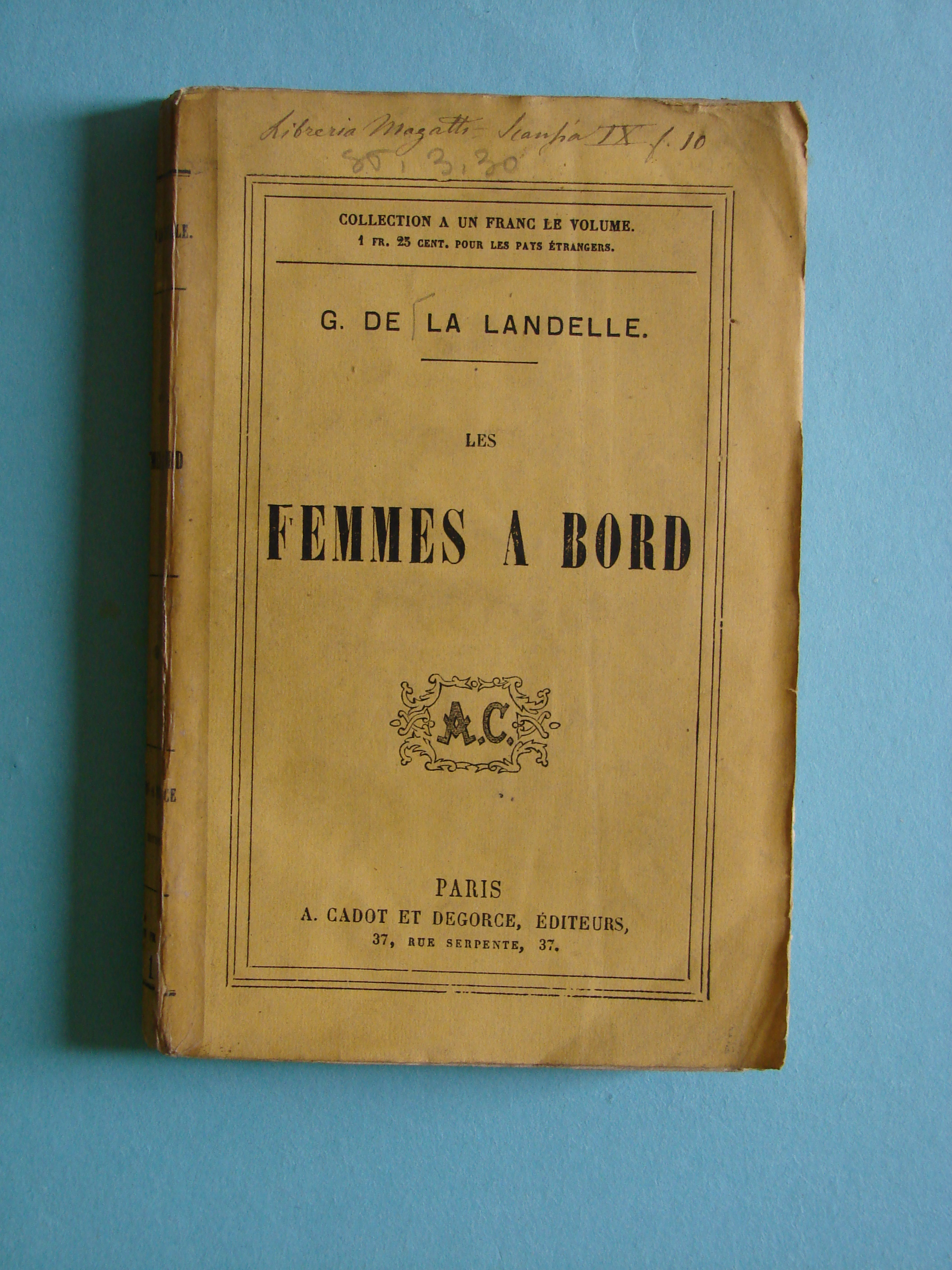
Les femmes à bord, éd. A. Cadot et Degorce, Paris, o. J. (1882)

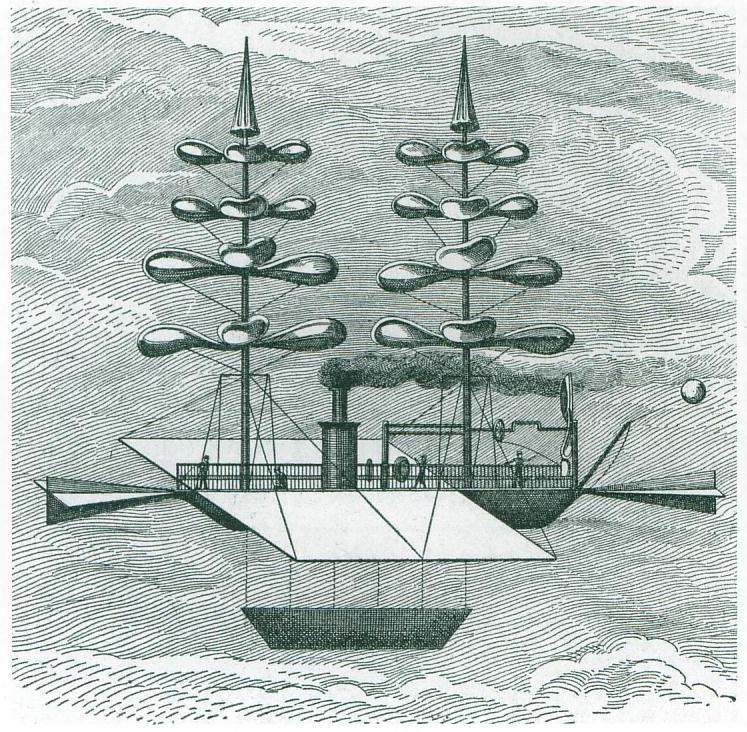
Zeichnung des imaginären dampfgetriebenen Hubschraubers von Gabriel de La Landelle

Guillaume Joseph Gabriel de La Landelle (geb. 5. März 1812 in Montpellier; gest. 19. Januar 1886 in Paris) war ein französischer Marineoffizier, Journalist und Schriftsteller, ein Seeromancier und Autor weiterer maritimer Werke. Er war auch einer der Pioniere der Aeronautik. Er stand im Marinedienst und ist Verfasser verschiedener Romane, die maritime Sitten und Seekriege beschreiben.
Der Autor besaß eine fruchtbare Phantasie: insbesondere sein Projekt des Dampfhubschraubers diente Jules Verne als Inspiration für die Maschine seines Romans Robur le Conquérant (Robur der Eroberer).
Der sich seit 1858 für die Luftfahrt begeisternde Nadar hatte 1863 zusammen mit Gabriel de La Landelle die Société d’encouragement pour la locomotion aérienne au moyen d’appareils plus lourds que l’air (dt. etwa: Gesellschaft zur Förderung der Fortbewegung in der Luft mit Hilfe von Maschinen, die schwerer als Luft sind) gegründet und mit dem Bau eines riesigen Ballons begonnen, der den treffenden Namen Le Géant erhielt. Am 4. Oktober 1863 fand dessen erster Flug in Paris mit 13 Personen an Bord statt, darunter Jules Verne.

## Publikationen (Auswahl)
- Aviation ou navigation aérienne. Paris 1863 Digitalisat
- (als Rapporteur) La Société d'encouragement de la locomotion aérienne: Au moyen d'appareils plus lourds que l'air. Rapport du Conseil d'adminstration pour les années 1864, 1865, 1866. Paris: J. Claye. 1865-7
- La Gorgone
- Frise-Poulet
- Couronne navale
- Haine à bord
- Les Marins
- Les Passagères. Roman maritime.
- Les deux routes de la vie
- Falkar le rouge [ou l'Affranchisement des Nègres].
- La Frégate l'Introuvable
- Les cousines de l'Introuvable (Forts. von La Frégate l'Introuvable)
- Les Enfants de Ravinol et le Siège de Lyon
- Réponse à la note (du prince de Joinville) sur l'état des forces navales de la France
- Le Langage des marins